# 1412
El 1412 (MCDXII) fou un any de traspàs començat en divendres de les darreries de l'edat mitjana segons la historiografia occidental.

## Esdeveniments
Països Catalans
Resta del món
- 24 de juny - Es resol la crisi de la successió al tron de la Corona d'Aragó. Els compromissaris reunits a Casp dicten sentència a favor de Ferran d'Antequera com a successor del rei Martí l'Humà. S'instal·lava així la dinastia castellana dels Trastàmara a la Corona d'Aragó.[1]
- 5 de setembre - (Saragossa, Aragó) Ferran d'Antequera és proclamat rei d'Aragó.
- Comença a il·lustrar-se el llibre Les molt riques hores del Duc de Berry (data probable).
- Inici del regnat de Shōkō com a emperador del Japó.
- Mesures antisemites a Valladolid: prohibició de la lliure circulació dels jueus.[2]
- Jan Hus es retira per escriure els seus pensament sobre l'església.[3]

## Naixements
Països Catalans
Resta del món
- 6 de gener - Domrémy (Regne de França): Joana d'Arc, heroïna francesa de la Guerra dels Cent Anys (m. 1431).[4]
- 5 de juny - Màntua, Senyoriu de Màntua: Lluís III Gonzaga, condottiero que va esdevenir 2n marquès de Màntua (m. 1478).
- Jaume Huguet, pintor gòtic català.
- Gómez Manrique, escriptor.

## Necrològiques
Països Catalans
Resta del món
- Joan Maria Visconti, duc de Milà.